# Hibernia (Schiff, 1865)
Die Hibernia war ein Passagierschiff der britischen Reederei Anchor Line, das zwischen 1865 und 1868 Passagiere und Fracht auf dem Nordatlantik von Glasgow nach New York beförderte. Am 25. November 1868 kenterte und sank die Hibernia im Nordatlantik 700 Meilen westlich von Irland, nachdem in einem Sturm mitten in der Nacht die Welle des Dampfers gebrochen war. Alle Rettungsboote konnten sicher zu Wasser gelassen werden, doch wurden sie im Sturm weit verstreut und einige gingen verloren. 78 der 133 an Bord befindlichen Menschen kamen ums Leben.

## Das Schiff
Das 1.616 BRT große Dampfschiff Hibernia wurde 1865 am Fluss Clyde im Glasgower Stadtteil Govan im Kelvinhaugh-Dock der renommierten Werft Alexander Stephen and Sons gebaut. Es lief am 27. April 1865 vom Stapel und stach am 9. Juni desselben Jahres unter dem Kommando von Kapitän James Craig zu seiner Jungfernfahrt in See. Das Schiff fuhr dabei von Glasgow nach New York und zurück.
Der 84,73 Meter lange Rumpf des für den Transatlantikdienst gebauten Passagier- und Frachtdampfers war aus Eisen gebaut. Das Schiff wurde mit Dampfmaschinen des Glasgower Maschinenherstellers Finniston Steam Works angetrieben und verfügte über einen aus Eisen geschmiedeten Einzelpropeller mit 4,5 m Durchmesser. Neben den Dampfmaschinen verfügte die Hibernia wie die meisten Dampfschiffe ihrer Zeit über drei vollständig getakelte Masten. Die Schiffs-Klassifikationsgesellschaft Lloyd’s Register of Shipping stufte die Hibernia in ihre höchstmögliche Kategorie, 1A, ein.

## Untergang
Am Sonnabend, dem 14. November 1868, legte die Hibernia in New York unter dem Kommando von Kapitän Robert D. Munro zur Rückfahrt nach Glasgow ab. Sie hatte 54 Besatzungsmitglieder und 79 Passagiere an Bord. Beim Auslaufen herrschte raue See, doch das Wetter besserte sich kurze Zeit später. Am 23. November geriet die Hibernia in einen Orkan, wodurch massive Kräfte auf den Propeller und die Welle des Schiffes einwirkten. Gegen 2 Uhr morgens am 24. November, als sich die Hibernia etwa 700 Meilen westlich von Irland befand, hielt die Welle der Belastung nicht mehr stand und brach. Durch den Krach des berstenden Metalls wachten viele Passagiere auf und begaben sich auf das Bootsdeck, um herauszufinden, was passiert war. Kapitän Munro teilte den Passagieren mit, dass keinerlei Gefahr bestehe und alles in Ordnung sei. Daraufhin begaben sie sich wieder in ihre Kabinen.
Als am folgenden Morgen der Kapitän nicht zum Frühstück erschien, machte sich erneut Unruhe unter den Reisenden breit. Munro tauchte dann doch noch auf und erklärte in ruhigem Ton, dass sich die Passagiere auf die Möglichkeit vorbereiten sollten, in die Rettungsboote zu gehen. Gegen 8 Uhr begann die Besatzung, die Rettungsboote klarzumachen und sie mit Wasser und Proviant zu versehen. Die Lage verschärfte sich, als immer mehr Wasser in den Rumpf eindrang und die Pumpen die Wassermassen nicht mehr bewältigen konnten. Gegen 16 Uhr wurde befohlen, die Boote auf Deckebene herabzulassen und etwa eineinhalb Stunden später begann das Einbooten. Trotz der schwierigen Situation verlief die Evakuierung ruhig und geordnet. Auch als das Wasser den Salon erreichte, blieben Passagiere und Besatzung ruhig. Alle sechs Rettungsboote wurden zu Wasser gelassen, ohne dass jemand verletzt wurde. Kapitän Munro und Chefingenieur Brown verließen als letzte das sinkende Schiff, das kurz danach unterging.
Wenig später kam es aber zu einem tödlichen Zwischenfall. Das unter Segel gehende Boot des Ersten Offiziers wurde von einer Orkanbö erfasst und kenterte. Da die anderen Boote in der stürmischen See kaum manövrieren konnten, war es ihnen unmöglich, den 33 Insassen des verunglückten Bootes zu Hilfe zu kommen. Da der Sturm weiterhin anhielt, wurden die Rettungsboote durch Wind und Wellen auseinandergetrieben und waren sich selbst überlassen. Das Boot des Kapitäns war beim Abfieren beschädigt worden und musste ständig ausgeschöpft werden. Dieses Boot hatte aber das Glück, als erstes gefunden zu werden. Gegen 19:30 Uhr nahm das Segelschiff Star of Hope die Schiffbrüchigen an Bord. Der Kapitän des Seglers, Talbot, suchte die Gegend noch eine Weile nach den anderen Rettungsbooten ab, fand aber nur noch eines. Am darauf folgenden Tag brach er die Suche nach einigem Zögern ab und kam mit der Star of Hope am 10. Dezember in Leith an.
Ein besonders unglückliches Schicksal war dem Boot des Zweiten Offiziers William Davies beschieden, das 28 Menschen, darunter sechs oder sieben Frauen und einen Säugling, an Bord hatte. Es trieb weit ab und driftete tagelang mehrere hundert Meilen auf dem Nordatlantik. Die Vorräte waren schnell aufgebraucht. Nach und nach starben die Bootsinsassen an Erschöpfung und Wassermangel, einige tranken Salzwasser, entwickelten Wahnvorstellungen und sprangen über Bord.
Nachdem eine große Welle das Boot umgeworfen hatte, schafften es nur drei Besatzungsmitglieder, auf den Kiel zu klettern, das Boot wieder aufzurichten und das Segel zu setzen. Zwölf Tage nach dem Untergang der Hibernia  wurde das Boot an die Küste der irischen Grafschaft Donegal gespült. Die drei Männer sowie die 52 Personen, die von der Star of Hope gerettet worden waren, sollten die einzigen Überlebenden des Unglücks bleiben. Die 78 Menschen in den verschwundenen Rettungsbooten wurden nie gefunden.

## Verwechslung
Am 11. Januar 1869 berichteten Zeitungen, dass auf dem Atlantik 39 weitere Überlebende der Hibernia gefunden worden seien und in Kürze landen würden. Die Meldung ging auf Kapitän Gyles von der Brigg Hannibal zurück, die kurz zuvor in Liverpool eingetroffen war. Gyles berichtete, die Nachricht von der deutschen Bark America, der ehemaligen Admiral Brommy, bekommen zu haben. Die America habe ihm mitgeteilt, dass sie 39 Überlebende der Hibernia an Bord habe, und ihn gebeten, einen Teil davon aufzunehmen, da sie selbst nicht über genug Verpflegung verfügte.
Die Neuigkeit ließ die Hinterbliebenen der Hibernia neue Hoffnung schöpfen. Es stellte sich aber bald heraus, dass es sich um ein anderes Schiff des gleichen Namens handelte. Das kanadische Segelschiff Hibernia hatte am 10. November 1868 Québec mit Ziel Queenstown verlassen, war in denselben Sturm wie der Dampfer geraten und hatte seine Masten verloren. Die gesamte Mannschaft war von der Cuthbert aufgenommen worden, doch nachdem auch dieses Schiff Wassereinbruch vermeldet hatte, wurden die Besatzungen beider Schiffe, insgesamt 39 Männer, von der America aufgenommen.